# 徐鶚
徐鶚（1457年—？），字良舉，浙江台州府黃巖縣人，軍籍，明朝政治人物。

## 生平
浙江鄉試第二十二名舉人。成化二十三年（1487年）中式丁未科會試第一百五十三名，三甲第六十五名進士。

## 家族
曾祖徐新，監察御史；祖父徐深之；父徐筦，母葛氏。慈侍下。